# Лабазка
Лаба́зка (рос. Лабазка) — селище у складі Нижньотуринського міського округу Свердловської області.
Населення — 5 осіб (2010, 25 у 2002).
Національний склад населення станом на 2002 рік: росіяни — 92 %.